# دائرة سيدي عيسى
دائرة سيدي عيسى هي إحدى دوائر ولاية المسيلة الجزائرية.